# Le Frère André (film)
Pour les articles homonymes, voir Frère André.
Pour plus de détails, voir Fiche technique et Distribution.
Le Frère André est un film québécois réalisé par Jean-Claude Labrecque sorti en 1987.

## Synopsis
La vie du Frère André (Alfred Bessette 1845-1937), canonisé saint en 2010, grand mystique montréalais et fondateur de l'Oratoire Saint-Joseph du Mont-Royal (Montréal).

## Fiche technique
- Réalisation : Jean-Claude Labrecque
- Assistants à la réalisation : Bruno Bazin et Jacques W. Benoit
- Scénario : Guy Dufresne
- Musique originale : Joël Bienvenue
- Narration : Roger Baulu
- Directeur artistique : Ronald Fauteux
- Décorateur: Diane Gauthier
- Costumier : Denis Sperdouklis
- Photographie : Michel Caron
- Montage : André Corriveau
- Son : Diane Boucher, Viateur Paiement, Marcel Pothier, Jo Caron et Antoine Morin
- Effets sonore à l’éditeur : Antoine Morin
- Coiffeur : Henri Khouzam
- Maquilleur : Kathryn Casault
- Superviseur de la construction : André Brochu
- Responsable de la caméra : Gilles Fortier
- Technicien en électronique : Jan Mark Lapointe
- Aide : Gilles Fortier
- Mixage et enregistrement de la musique : Roger Guérin
- Format : Technique en couleur (Technicolor) au  1.33 : 1 - Son : monophonique (Westrex Recording System) sur 35 mm.
- Directeur d’enregistrement : Michel Charron
- Effets spéciaux : Jacques Godbout
- Cascadeuse : Mireille Samson
- Scripte : Thérèse Bérubé
- Année de la production : 1985
- Producteurs : Daniel Louis et Pierre Valcour
- Société de production : Production de la Montagne
- Genre : Drame biographique
- Durée : 88 minutes
- Pays de production :  Canada ( Québec) Film Québécois
- Date de sortie en salle :  
  - Québec : 26 juin 1987.

## Distribution
- Marc Legault : Frère André
- Sylvie Ferlatte : Marie-Esther
- André Cailloux : Père Hupier
- Jean Coutu : Père Dion
- Gilles Renaud : Docteur Charette
- Jacques Zouvi : Frère Aldéric
- Jean Lajeunesse : Frère Henri
- Michel Cailloux : Père Louage
- René Caron : Curé provençal
- Vincent Davy : Voix du père Louage
- Jean Doyon : Père Econome
- Raymond Cloutier : Frère Léon
- Roger Garceau : Père Sorin
- Guy Thauvette : Docteur Parizeau
- Mireille Thibault : Sœur Gertrude
- Roland Lepage : Père Clément
- Guy Provost : Monsieur Coutu
- Roger La Rue : Journaliste
- Guillaume Lemay-Thivierge : Guillaume
- Linda Sorgini : Mère de Guillaume
- Sylvie-Catherine Beaudoin
- Jean-Pierre Bergeron
- Paul Blouin
- Christiane Breton
- Lisette Dufour
- France Fontaine
- Réjean Gauvin
- Pierre Germain
- Madeleine Guérin
- France La Bonte
- Jean-Daniel Lafond
- Diane Lavallée
- Vincent Legault
- Françoise Lemaître-Auger
- Danielle Lepage : Femme dans la gare
- Michel Maillot
- Jean Mathieu
- Kathleen McAuliffe : Femme dans la gare
- Guy Provencher
- Karen Racicot
- Léo Rivest : Homme dans la gare
- Raymond Turcotte

## Prix Génie
Ce film est nommé pour trois Prix Génie en 1988 :
- Meilleur direction artistique pour Ronald Fauteux
- Meilleurs costumes pour Denis Sperdouklis
- Meilleur son pour Diane Boucher, Viateur Paiement, Marcel Pothier, Jo Caron et Antoine Morin